# Братья Веснины
Бра́тья Веснины́ — русские и советские архитекторы, работавшие совместно над рядом проектов.

## Братья
1. Веснин, Александр Александрович (1883—1959)
2. Веснин, Виктор Александрович (1882—1950)
3. Веснин, Леонид Александрович (1880—1933)

## Детство
Родиной братьев Весниных был небольшой городок Юрьевец, расположенный на реке Волге. Старший из братьев, Леонид, родился 28 ноября 1880 года, Виктор — 9 апреля 1882 года, Александр — 16 мая 1883 года. В принадлежавшей матери будущих братьев-архитекторов небольшой усадьбе на берегу Волги на окраине Юрьевца прошли первые годы их жизни. С раннего возраста родители поощряли интерес сыновей к изобразительному искусству, который, по воспоминаниям В. А. Веснина, перерос позднее в увлечение архитектурой:
Любовь к рисованию и живописи проснулась в нас уже в раннем детстве. Приблизительно с десятилетнего возраста мы стали писать этюды с натуры и, будучи очень дружны между собой, проводили прекрасные часы совместной работы на Волге.<…> Уже с первых художественных опытов мы почувствовали большое влечение к архитектуре.
Кроме трёх братьев в семье была и сестра Лидия. Тётя Весниных была замужем за главой Нижнего Новгорода Соболевым.

## Работы
В 1923—1925 годах в советской архитектуре развивалось новое направление — конструктивизм и сплочение сторонников нового направления вокруг лидеров, которыми стали братья Веснины. В проектах общественных сооружений братьев Весниных, участвовавших в первых конкурсах 1920-х годов, было зафиксировано появление новой архитектуры, отвечающей духу времени.
Однако на одном из первых конкурсов 1923 года проект Весниных крупного общественного здания в центре Москвы — Дворца труда — получил третью премию.
В наши дни в учебниках архитектуры наряду с Дворцом труда упоминаются проекты братьев Весниных зданий Московского отделения «Ленинградской правды» и акционерного общества «Аркос».
В 1920-х годах по проектам братьев Весниных было построено несколько малоэтажных жилых домов в московском посёлке «Сокол».
В 1930 году был объявлен конкурс на строительство Театра массового музыкального действа в Харькове (в то время столице Украины). Всего участвовало 144 работы. Согласно условиям конкурса, театр должен был вмещать не меньше четырёх тысяч человек; наряду со спектаклями там предполагалось проводить массовые мероприятия. Первый приз конкурса получил проект братьев Весниных, который решал все поставленные задачи. Центральной частью композиции они сделали большой овальный зал вместимостью от 4 до 6 тыс. зрителей. Зрительные места располагались амфитеатром. Однако вскоре столица Украины была перенесена в Киев и проект Весниных не был реализован.
Одной из крупнейших работ братьев Весниных стало проектирование Дворца культуры Пролетарского района в Москве. Дворец начали строить в 1931 году, достроили в 1937 году. Осуществлена лишь часть проекта: Т-образная клубная часть с малым зрительным залом на 1200 мест. Не было реализовано отдельно стоящее здание большого зрительного зала. Отвечая принципам конструктивизма, сооружение отличается строго логичной объёмно-пространственной композицией: найдено удачное соотношение и обеспечена удобная взаимосвязь зрелищных и клубных помещений. Зрительный зал, выходящий на улицу боковых фасадом, соединён с анфиладой помещений для занятий в кружках. Анфилада упирается в зимний сад, в конце от её, вдоль зимнего сада, отходят ещё две крыла; в конце правого разместился буфет (ныне на его месте библиотека), в конце левого — репетиционный зал. Непосредственно над зимним садом был размещён конференц-зал, а ещё выше — обсерватория, купол которой возвышается над плоской кровлей здания. При создании проекта авторы опирались на известные пять принципов Ле Корбюзье: использование опор-столбов вместо массивов стен, свободная планировка, свободное оформление фасада, удлинённые окна, плоская крыша. Объёмы клуба подчёркнуто геометричны и представляют собой вытянутые параллелепипеды, в которые врезаны ризалиты лестничных клеток, цилиндры балконов.
Стилистика конструктивизма сказалась не только в функциональной целесообразности плана, но и в композиции фасадов: с внешней стороны зал охвачен полукольцом двухъярусного фойе, криволинейные очертания которого доминируют во внешнем облике здания.
Среди работ Весниных 1930-х — начала 1940-х годов заслуживает внимания также эскиз застройки Котельнической набережной в Москве (1934), проекты здания Наркомтяжпрома на Красной площади (1935, 1936) и принятый, но не реализованный из-за войны проект Второго дома Совнаркома в Зарядье (1941).
Также братьями был спроектирован молодой город нефтяников в Башкирии — Октябрьский.

## Совместные проекты и постройки
- Здание Всероссийского научно-исследовательского геологического нефтяного института ВНИГНИ в МосквеКонкурсный проект здания театра им. Волкова (1908, Ярославль), не осуществлён[сн 1];
- Конкурсный проект фасада здания МУЖВЗ, 1-я премия (1910, Москва), не осуществлён;
- Проект дома-особняка Н. Л. Тарасова (1910, Москва), не осуществлён;
- Фасад доходного дома И. Е. Кузнецова (1910, Москва, Мясницкая улица, 15), в постройке участвовали В. А. и А. А. Веснины;
- Конкурсный проект дома Московского архитектурного общества (1911, Москва), не осуществлён;
- Фасад здания Главного почтамта по первоначальному проекту О. Р. Мунца (1911, Москва, Мясницкая улица, 26);
- Конкурсный проект доходного дома братьев Берг, 1-я премия (1912, Москва, улица Пречистенка), не осуществлён;
- Проект Русского национального музея (1914, Москва), не осуществлён;
- Проект доходного дома Ролла (1913, Москва, улица Сретенка), не осуществлён;
- Фасад дома банка и торгового дома «И. В. Юнкер и Ко» (1913, Москва, улица Кузнецкий Мост, 16);
- Манеж в усадьбе В. А. Балина (1913, д. Сукманиха);
- Дом Сироткина с росписью плафонов (1914, Нижний Новгород);
- Скаковые конюшни Манташева (1914, Москва, Беговая улица);
- Здание жокей-клуба при Московском ипподроме (1914, Москва, Беговая улица);
- Конкурсный проект торговых рядов (1914, Нижний Новгород);
- Дом в усадьбе А. И. Бурнаева (1915, под Кинешмой);
- Проект дома в усадьбе Л. А. Манташева (1915, Кубань), не осуществлён;
- Проект церкви при Большой Кинешемской мануфактуре (1916, Кинешма), не осуществлён;
- Проект здания Московского литературного кружка (1916, Москва, улица Малая Дмитровка), не осуществлён;
- Мемориальная часовня в память столетия Псковской мануфактуры (1916, с. Красновидово);
- Проект универсального магазина общества «Динамо» (1917, Москва, Лубянская площадь), не осуществлён;
- Архитектурный комплекс сооружения Большой Кинешемской мануфактуры «Томна» (1917, Кинешма);
- Художественное оформление Кремля и Красной площади к празднику Интернационала (1918, Москва), не сохранилось;
- Конкурсный проект памятника Карлу Марксу, скульптор С. С. Алёшин (1919, Москва, Театральная площадь), заложен 1 мая 1920 г., не осуществлён;
- Конкурсный проект планировки и застройки рабочего посёлка Грознефти (1922, Грозный), не осуществлён;
- Конкурсный проект Дворца труда, 3-я премия (1923, Москва), не осуществлён;
- Проект Московской конторы газеты «Ленинградская правда» (1924, Москва, Страстной бульвар), не осуществлён;
- Конкурсный проект дома акционерного общества «Аркос» (1924, Москва), не осуществлён;
- Конкурсный проект Народного дома (1924, Иваново-Вознесенск), не осуществлён;
- Канифольно-скипидарный завод (1924, Вахтан);
- Проект универсального магазина (1925, Москва, Неглинная улица), не осуществлён;
- Конкурсный проект здания Центрального телеграфа, 2-я премия (1925, Москва), не осуществлён;
- Проект фасадов пассажирского вокзала (1926, Киев), не осуществлён;
- Проект здания Областного исполнительного комитета (1926, Свердловск), не осуществлён;
- Проект гостиницы (1926, Новая Мацеста), не осуществлён;
- Здание универмага Мосторга (1926—1926, Москва, улица Красная Пресня, 48/2);
- Проекты типовых рабочих клубов (1927), построены в Михалкове, Ростокине, Обдираловке;
- Проект универсального магазина «Динамо» (ОГПУ) (1928, Москва, угол Сретенки с Кузнецким Мостом), не осуществлён;
- Санаторий (1928, Новая Мацеста);
- Проекты рабочих клубов (1928, Баку), построены в Сураханах и Баилове;
- Конкурсный проект библиотеки имени В. И. Ленина, I вариант (1928, Москва), не осуществлён;
- Конкурсный проект здания Центросоюза (1928, Москва, Мясницкая улица), не осуществлён;
- Конкурсный проект Днепрогэса (1929), не осуществлён;
- Конкурсный проект библиотеки имени В. И. Ленина, II вариант (1929, Москва), не осуществлён;
- Рабочий клуб в Чёрном городе (1929, Баку);
- Проекты домов-коммун для Кузнецка (1929), не осуществлены;
- Конкурсный проект Музыкального театра массового действа, высшая премия (1930, Харьков), не осуществлён;
- Проект планировки Кузнецка (1930);
- Дворец культуры Пролетарского района (1931, Москва), построен частично;
- Центральный дом каторги и ссылки (1931, Москва, Поварская улица, 33);
- Конкурсный проект Дворца Советов, I вариант (1932, Москва), не осуществлён;
- Проект рабочего клуба в пос. Степана Разина (1932, Баку), не осуществлён;
- Конкурсный проект Дворца Советов, II вариант (1933, Москва), не осуществлён[сн 2];
- Конкурсный проект Дома комитетов СТО в Охотном ряду (1933, Москва), не осуществлён;
- Конкурсный проект Государственного музыкального театра им. В. И. Немировича-Данченко (1933, Москва), не осуществлён;
- Проект планировки и застройки правительственного центра Киева (1934);
- Эскизные проекты застройки Котельнической набережной (1934, Москва), не осуществлены;
- Конкурсный проект здания Наркомтяжпрома на Красной площади, I вариант (1935, Москва), не осуществлён;
- Проект здания Наркомтяжпрома на Красной площади, II и III варианты (1936, Москва), не осуществлён;
- Конкурсный проект станции метро «Павелецкая», два варианта (1938, Москва), не осуществлён;
- Проект мемориальной железнодорожной станции «Ленинская» (Горки) (1939), не осуществлён;
- Конкурсный проект второго Дома Совнаркома в Зарядье, два варианта (1940—1941, Москва), не осуществлён.
- Здание Всероссийского научно-исследовательского геологического нефтяного института, ВНИГНИ, (1947, Москва)

## Память
- В 2016 году в Москве появился бульвар Братьев Весниных.
- В 2021 году памятник архитекторам Весниным открылся в г. Октябрьский, Башкирия[3].

### Сноски
1. ↑  Здесь и далее приведены совместные проекты и постройки Весниных по А. Г. Чинякову[4], с необходимыми дополнениями и уточнениями. Индивидуальные постройки каждого из братьев см. в соответствующих статьях.
2. ↑  Со смертью в 1933 году Л. А. Веснина совместные проекты выполняли В. А. и А. А. Веснины.